# Кан Тунби
Кан Тунби́ (кит. трад. 康同璧, пиньинь Kāng Tóngbì, 1881—1969) — дочь известного философа и реформатора Кан Ювэя, одна из основательниц суфражистского движения в Китае.

## Биография
Родилась в деревне Иньтансян, расположенной в уезде Наньхай в центральной части провинции Гуандун в 24 день 12-й луны года гэн-чэнь (23 февраля 1881 года), что зафиксировано в «Автобиографии» её отца. Вторая дочь Кан Ювэя, который в то время жил в родной деревне, готовясь к сдаче государственных экзаменов. Её сын Ло Жунбан оспаривал традиционную дату, утверждая со слов матери, что она родилась в 1887 году. Официальная дата рождения по документам, сохранившимся в архивах США — 5 февраля 1888 года.
Образованием дочери занимался отец, прививший ей основы традиционной культуры, а также живописи и каллиграфии. Сохранилось несколько её картин. После 1898 года семья оказалась в эмиграции, в 1901—1902 годах Кан Тунби сопровождала отца в путешествии по Индии. Из Индии он отослал её в США для продолжения образования. Находясь в Японии, она познакомилась с учеником Лян Цичао — Ло Чаном, тогда — студентом Университета Васэда, за которого вышла замуж. В дальнейшем она сопровождала мужа, когда он служил в китайском посольстве в Копенгагене. Когда его в 1907 году перевели в США, она стала первой китайской и азиатской женщиной, поступившей в Барнард-колледж, который окончила в 1909 году по специальности «журналистика».
После Синьхайской революции семья вернулась в Шанхай. Кан Тунби ещё в США примкнула к суфражистскому движению, в Китае она стала одним из пионеров суфражистского движения. Основала и стала редактором первого журнала для женщин в Китае ‒ Нюй сюэ бао (кит. 女學報, «Женская школа»). В период с 1914 по 1949 год возглавляла несколько женских организаций в провинции Шаньдун и в Северном Китае. В 1947 году была в составе комитета по сдаче Пекина Народно-освободительной армии Китая.
В 1951 году была назначена библиотекарем Центрального НИИ культуры Академии общественных наук КНР. Член НПКСК 2-го, 3-го и 4-го созывов. К 100-летию отца опубликовала его «Автобиографию», доведённую до 1898 года, и собственное её продолжение, написанное ещё в 1930 году. Удостоилась личной встречи с Мао Цзэдуном. В последние годы жизни, во время «Культурной революции», подвергалась преследованиям из-за происхождения. Скончалась от непредоставления медицинской помощи «дочери монархиста и врага народа». В 1980 году была перезахоронена на семейном кладбище семейства Ло в Пекине.

## Ло Ифэн
Ло Ифэ́н (кит. упр. 罗仪凤, пиньинь Luó Yífèng, 1914—1974) — дочь Ло Чана и Кан Тунби, их второй ребёнок. В 16-летнем возрасте была принята в Яньцзинский университет на факультет домоводства. После нападения Японии на Пёрл-Харбор, была арестована оккупационными властями и провела в заключении около года. Испытывала романтические чувства к Ло Лунцзи (1898—1965). После 1949 года работала в Пекинском педагогическом институте, владела шестью иностранными языками. Скончалась незамужней и бездетной в 1974 году.